# Kernkraftwerk Oskarshamn
Das Kernkraftwerk Oskarshamn ist eines von drei aktiven Kernkraftwerken in Schweden. Die beiden anderen sind das KKW Forsmark und das KKW Ringhals. Die übrigen schwedischen Kernkraftwerke, KKW Ågesta und KKW Barsebäck wurden 1974 bzw. 1999/2005 stillgelegt.
Die Anlage befindet sich etwa 30 Kilometer nördlich von Oskarshamn direkt am Kalmarsund an der Ostseeküste und produziert mit dem Reaktor Oskarshamn 3 Strom. Alle drei Blöcke sind Siedewasserreaktoren.
Block 1 hatte eine Bruttoleistung von 492 MW und Block 2 von 661 MW. Der neueste Reaktorblock 3 leistete ursprünglich 1.050 MW und wurde bis 2008 auf 1.450 MW ausgebaut.
Auf dem Gelände der Anlage liegt auch CLAB, das zentrale Zwischenlager für abgebrannte Brennelemente aus allen schwedischen Reaktoren.

## Betreiber
Betreiber ist die Oskarshamnsverkets Kraftgrupp AB, kurz OKG, die seit 1993 zu Sydkraft (heute eine Tochter von Uniper) gehört. Eigentümer von OKG sind Sydkraft (54,5 Prozent) und Fortum (45,5 Prozent).

## Geschichte

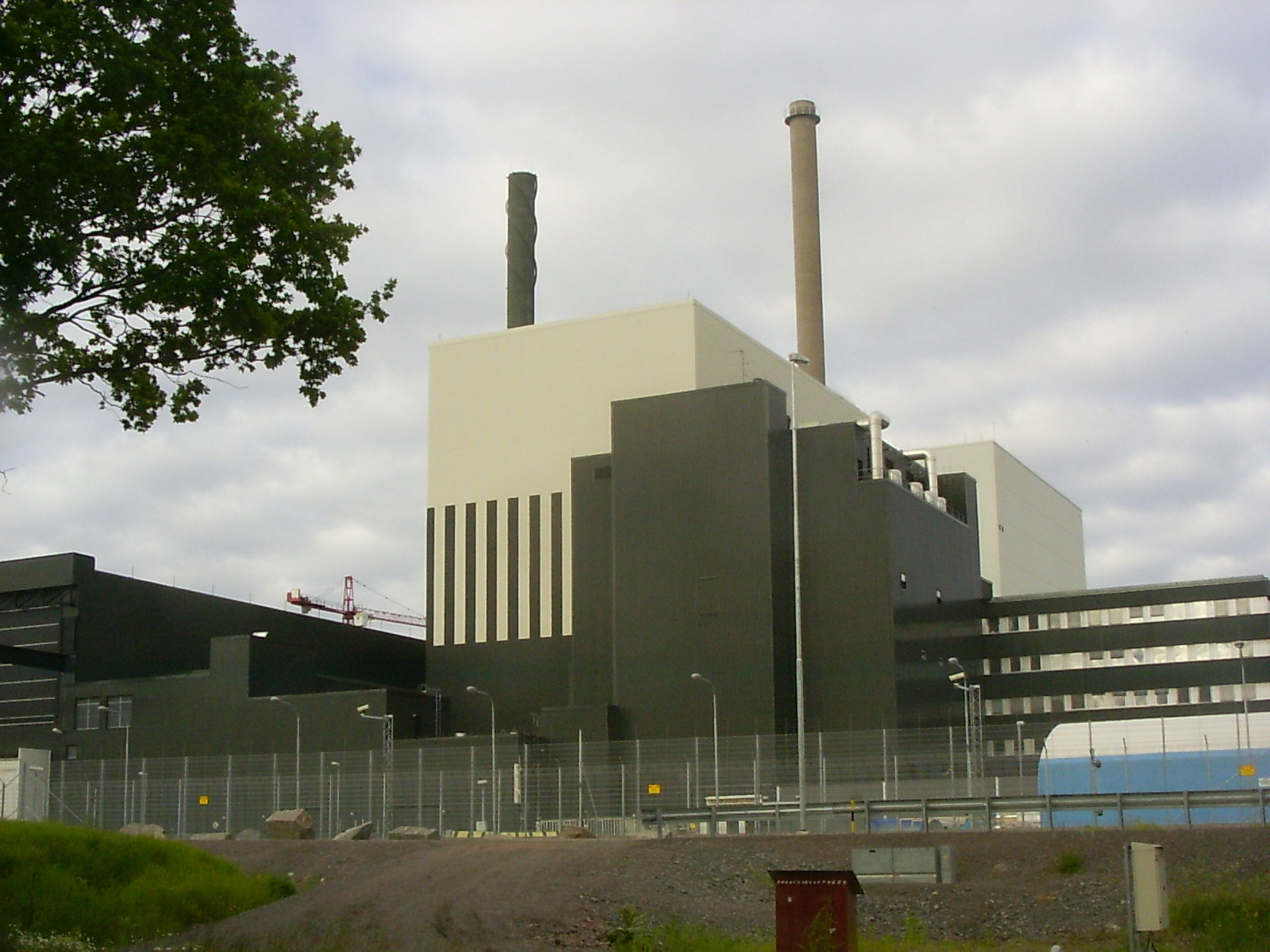
Reaktor 1

Das Kraftwerk Oskarshamn steht auf der Halbinsel Simpevarp an einer Stelle, die vor Jahrtausenden als Gräberfeld genutzt wurde. Dieses Gräberfeld, bestehend aus mehreren Steinreihen und mindestens einem Steinhaufen ohne bedeutende Fundstücke, wurde im Zuge der Bauarbeiten komplett entfernt. Steine, die vermutlich als Seezeichen gedient hatten, wurden ebenfalls entfernt.
Die Halbinsel Simpevarp war zu Beginn der Eignungsuntersuchung für den Bau des Kraftwerks in den 1950er Jahren noch von Landwirtschaft und Fischerei geprägt. 1955 wurde ein Atomkraft-Konsortium mit Krångede und Sydkraft als größten Gesellschaftern gegründet, und vier Jahre später, im Jahr 1959, ein Antrag für den Bau eines Kernkraftwerks an diesem Standort eingereicht. 1962 verkauften die Bewohner ihre Grundstücke und verließen die Halbinsel.
Am 14. Juli 1965 wurde die Oskarshamns Kraftgrupp (OKG) gegründet; diese beauftragte ASEA-Atom (einer Tochter von ASEA) mit dem Bau eines 473 MW-Reaktors. 1966 genehmigte die Regierung Erlander III den Standort und die Bauarbeiten begannen. 1971 ging der Reaktor Oskarshamn 1 ans Netz. Im folgenden Jahr wurde das Kernkraftwerk Oskarshamn vom damaligen König Gustav VI. Adolf eingeweiht.
1974 ging der bereits 1967 beantragte und 1969 genehmigte Reaktor Oskarshamn 2 mit einer Leistung von 661 MW ans Netz.
Nach der partiellen Kernschmelze im amerikanischen Kernkraftwerk Three Mile Island 2 im März 1979 folgte in Schweden am 23. März 1980 eine Volksabstimmung über die Zukunft der Kernenergie, in der drei Optionen zur Wahl gestellt wurden. Die Wähler sprachen sich für einen schrittweisen Ausstieg aus der Kernenergie aus. 
Infolgedessen beschloss das schwedische Parlament 1980, dass keine weiteren Kernkraftwerke gebaut werden sollten. Die damals bereits im Bau befindlichen bzw. geplanten Projekte Oskarshamn 3 mit 1.000 MW sowie das zentrale Zwischenlager CLAB für abgebrannte Brennelemente aller schwedischen Reaktoren wurden jedoch noch fertiggestellt und beide 1985 eingeweiht.
In den folgenden Jahren wurden alle drei Reaktoren im Rahmen verschiedener Projekte modernisiert und ihre Leistung gesteigert.
Nachdem es im Kernkraftwerk Forsmark am 25. Juli 2006 zu einem schweren Zwischenfall kam, wurden als Konsequenz zwei ähnlich konstruierte Blöcke (Block 1 und Block 2) in Oskarshamn vorläufig abgeschaltet. Am 21. Dezember 2006 wurde das Konsortium AREVA NP, Siemens und Heitkamp mit der Modernisierung und Leistungserweiterung des 2. Reaktorblockes auf 845 MW beauftragt. Geplante Fertigstellung war 2013. Ende März 2014 wurde die Leistungserweiterung verschoben.
Am 21. Mai 2008 wurde bei einer Kontrolle auf sprengstoffrelevante Chemikalien bei zwei Handwerkern das Vorhandensein von Triaceton-Tetraperoxid (TATP) angezeigt. Es könnte sich aber auch um Schmauchspuren eines Gewehres handeln. Das Kraftwerksgelände wurde daraufhin abgeriegelt. Die beiden Handwerker waren mit Servicearbeiten an dem abgeschalteten Block 2 zu Isolierarbeiten beschäftigt. Diese sind nicht Beschäftigte des Kraftwerkes, sondern eines Handwerksunternehmens. Die Männer wurden daraufhin wegen Verdachts auf Sabotage vorläufig festgenommen. Die Polizei durchsuchte die gesamte Anlage des Reaktors 2 mit Spürhunden, ohne dass weitere Spuren von Sprengstoffen gefunden wurden. Die Männer haben sich während ihrer Zeit im Kernkraftwerk frei über das Gelände bewegt und waren auch in sicherheitsrelevanten Räumen sowie in der Nähe des Reaktors.
Am 23. Oktober 2011 ereignete sich ein Brand in der Turbinenhalle von Reaktor 2 aufgrund eines Öllecks, der allerdings schnell mit Handfeuerlöschern gelöscht werden konnte.
Am 6. Dezember 2012 teilte die Atomaufsichtsbehörde Strålsäkerhetsmyndigheten (SSM) mit, dass Reaktor 2 umgehend abgeschaltet werden muss, da der Betreiber Sicherheitsauflagen nicht eingehalten habe: Die installierten Dieselgeneratoren sollen nicht zuverlässig funktioniert haben. Eine 2011 fällige Wartung bei einem der vier Generatoren sei bis zum Stilllegungsbescheid nicht durchgeführt worden, teilte die SSM mit.
Am 20. Dezember 2012 wurde das Kernkraftwerk von der schwedischen Atomaufsichtsbehörde unter „besondere Aufsicht“ gestellt, die letzte Stufe vor dem Entzug der Betriebserlaubnis. Als Grund hierfür wurde genannt, dass der Betreiber mehrere Sicherheitsprobleme nicht in den Griff bekommen hätte. Demnach waren u. a. die Notstromgeneratoren, die nach einem Umbau des Reaktors 1 im Jahr 2002 installiert worden waren und dazu dienen, auch bei einem Stromausfall die sichere Kühlung des Reaktors zu gewährleisten, bis Dezember 2012 nicht betriebsbereit gewesen. Der Atomaufsichtsbehörde war dies laut eigenen Angaben bisher nicht aufgefallen, da für die Sicherheit die Reaktorbetreiber zuständig seien und sie nur die Aufsicht ausübe. Da sie nicht die Ressourcen habe, selbst alles zu kontrollieren, müsse sie sich hierzu auf Berichte der Betreiber verlassen.
In der Nacht vom 29. auf den 30. September 2013 musste das AKW Oskarshamn wegen Verstopfung der Kühlmeerwasserleitungen durch Quallen außerplanmäßig heruntergefahren werden. Nach Schadenbeseitigung ging das AKW am 2. Oktober wieder ans Netz.
Im Juni 2015 wurden Pläne E.Ons bekannt, in Block 2 sofort die Abwicklungsphase einzuleiten. Am 14. Oktober 2015 gab die Betreibergesellschaft OKG, bestehend aus E.On und dem finnischen Stromkonzern Fortum, bekannt, dass der zweite Block des KKW nicht mehr wieder angefahren werden solle. Am 22. Dezember 2016 wurde er endgültig abgeschaltet.
Für Block 1 sahen die Pläne ein vorzeitiges Aus im Jahr 2017, spätestens 2019 vor. Als Datum dafür war schließlich der 29. Juni 2017 vorgesehen, jedoch führte am 17. Juni eine Betriebsstörung zur automatischen Abschaltung und bei einem Treffen am 19. Juni wurde entschieden, den Block für die verbleibenden 10 Tage nicht noch einmal anzufahren.

## Daten der Reaktorblöcke
Das Kernkraftwerk Oskarshamn hat insgesamt drei Blöcke mit je einem Siedewasserreaktor:
| Reaktorblock   | Nettoleistung | Bruttoleistung | Einspeisung | Baubeginn  | Netzsynchronisation | Kommerzieller Betrieb | Abschaltung |
| -------------- | ------------- | -------------- | ----------- | ---------- | ------------------- | --------------------- | ----------- |
| Oskarshamn – 1 | 473 MW        | 492 MW         | 109 TWh     | 01.08.1966 | 19.08.1971          | 06.02.1972            | 19.06.2017  |
| Oskarshamn – 2 | 638 MW        | 661 MW         | 154 TWh     | 01.09.1969 | 02.10.1974          | 01.01.1975            | 22.12.2016  |
| Oskarshamn – 3 | 1400 MW       | 1450 MW        | 287 TWh     | 01.05.1980 | 03.03.1985          | 15.08.1985            | in Betrieb  |